# Aryabhata (Mondkrater)
Aryabhata ist ein Einschlagkrater auf der Mondvorderseite, der von den Laven des Mare Tranquillitatis bis auf einen Wallrest im Südosten fast ganz überdeckt ist. Er liegt südöstlich von Sinas (Mondkrater) und südwestlich von Cauchy.
Der Krater wurde 1979 von der IAU nach dem indischen Astronomen Aryabhata offiziell benannt.